# The Crazy Family
Pour plus de détails, voir Fiche technique et Distribution.
The Crazy Family (逆噴射家族, Gyakufunsha kazoku) est un film japonais réalisé par Sogo Ishii sorti en 1984.

## Synopsis
La famille Kobayashi décide de réaliser leur rêve et d'emménager dans une maison moderne en banlieue. Chacun à sa propre occupation. Le père Katsuhiko se consacre à son travail, la mère Saeko occupe sa place de femme au foyer, la fille Erika prend des cours de chant et le fils Masaki prépare ses examens. Tout va bien dans la maison jusqu'au jour où le grand-père Yasukune arrive et décide de s'y installer. Malheureusement, la maison est déjà complète. C'est alors que Katsuhiko et Yasukune se mettent à faire de gros travaux dans la maison, afin que ce dernier ait une chambre. Cela va perturber toute la famille et fera beaucoup de dégât.     

## Fiche technique
- Titre original : 逆噴射家族 (Gyakufunsha kazoku?)
- Titre international : The Crazy Family
- Réalisation : Sogo Ishii
- Scénario : Sogo Ishii, Norio Kaminami et Yoshinori Kobayashi
- Musique : The Roosters
- Directeur de la photographie : Masaki Tamura
- Montage : Jun'ichi Kikuchi
- Direction artistique : Terumi Hosoishi
- Décors : Yoshikazu Furuya
- Sociétés de production : Directors Company, Art Theatre Guild
- Sociétés de distribution (France) : Les Films singuliers de 1990 à 2005,  Carlotta Films depuis 2024
- Producteurs : Kazuhiko Hasegawa, Shirō Sasaki, Banmei Takahashi et Toyoji Yamane
- Pays de production :  Japon
- Langue originale : Japonais
- Genre : Comédie dramatique
- Durée : 106 minutes
- Dates de sortie
  - Japon : 23 juin 1984[1]
  - France : 19 mars 1986[2], 5 février 2025 (restauration)

## Distribution
- Katsuya Kobayashi : Katsuhiko Kobayashi
- Mitsuko Baishō : Saeko Kobayashi
- Yoshiki Azizono : Masaki Kobayashi
- Yūki Kudō : Erika Kobayashi
- Hitoshi Ueki : Yasukune Kobayashi